# 広島高速交通広島新交通1号線
広島新交通1号線（ひろしましんこうつういちごうせん）は、広島県広島市中区の本通駅から同市安佐南区の広域公園前駅に至る広島高速交通の自動案内軌条式旅客輸送システム (AGT) 路線である。アストラムライン (Astram line) の愛称がある。

## 概要
広島市中心部と広島市北西部（主に安佐南区）の住宅地とを結ぶ足として建設が進められた。広島市中心部から長楽寺駅までの区間が先に建設に着手されたが、安佐南区と佐伯区に跨がるニュータウン「広島西部丘陵都市」の一角に整備された広島広域公園を主会場とする広島アジア大会（1994年10月）の開催決定を受け、その会場アクセス鉄道として長楽寺駅 - 広域公園前駅間も着工され、1994年8月20日に本通駅 - 広域公園前駅間 18.4 km の全区間が同時開業した。現在は市中心部と住宅地とを結ぶ足としての機能のほか、広島広域公園内に建設された広島広域公園陸上競技場（ホットスタッフフィールド広島）へのアクセス路線としての機能をも有する。
全線が既存の道路、本通駅 - 中筋駅間は国道54号、中筋駅 - 大原駅間は広島県道38号広島豊平線、大原駅 - 伴中央駅間は広島県道265号伴広島線、伴中央駅 - 広域公園前駅間は広島県道71号広島湯来線の上空（または地下）を走る。現在営業中のAGT（新交通システム）の中では総延長日本一であり、また一部区間のみながら地下を走行するものは桃花台新交通桃花台線に次いで2例目である。
本通駅から新白島駅の先までの 1.9 km（全線の10.3%）が地下区間である。このうち、本通駅 - 県庁前駅間の 0.3 km（全線の1.6%）が鉄道事業法に基づく鉄道区間であり、この区間のみ「地下鉄」とみなされ、地下高速鉄道整備事業費補助制度を受けていた。建設にあたっては、地下鉄建設において複数の実績がある大阪市交通局から十数名の技師を1986年から開業時まで招聘し、施工手続きや工程管理等の指導を受けている。なお、案内軌条式鉄道による地下鉄は日本で札幌市営地下鉄とここだけで、側方案内軌条式を採用している地下鉄としては日本で唯一である。残る県庁前駅 - 広域公園前駅間の 18.1 km（全線の98.4%）は、地下線も高架線も含めて軌道法に基づく軌道区間である。
愛称の「アストラムライン」は、日本語の「明日」と英語の「トラム（tram：路面電車）」を掛け合わせたかばん語である。
ICOCA、Suicaなどの交通系ICカード全国相互利用サービスに対応する10種類のカードが利用できる。2024年11月30日まではPASPYも利用可能であった。また、新型券売機の導入でPASPYへの非対応化が進んでおり、PASPYは旧型券売機または有人窓口での対応となる。

### 路線データ
- 方式：Automated Guideway Transit (AGT)
- 路線距離（営業キロ）：18.4 km
- 案内軌条：側方案内方式[2]
- 駅数：22駅（起終点駅含む）
- 複線区間：全線
- 電気方式：直流 750 V[2]
- 閉塞方式：車内信号式[2]
- 最高速度：60 km/h[2][4]

## 運行形態
本通 - 広域公園前間の列車を中心に、本通 - 長楽寺間の区間運転列車、平日朝には大町駅折り返し列車が運行されている。運転士は上下列車とも長楽寺駅で交代が行われる。そのため、同駅では他の駅よりも停車時間が長く取られている。
2024年現在、日中は全区間10分間隔で、土曜・休日は長楽寺駅折り返し列車の設定があり、長楽寺 - 広域公園前間の末端区間で11 - 12時台は20分間隔となっている。平日朝ラッシュ時は、広域公園前 - 長楽寺間は6 - 8分間隔であるが、長楽寺駅からの出庫・折り返し列車や大町駅での折り返し列車の設定により、長楽寺以南は朝ラッシュピーク時のみ最短2.5分間隔で運転される。また、平日夕ラッシュ時は6 - 8分間隔で、下りはすべて広域公園前行、上りは一部に長楽寺からの出庫列車が入る。
沿線各地でのイベント開催や各種試験日には臨時列車が運行されることがある。なお、サンフレッチェ広島が広島広域公園陸上競技場を本拠地としていた2023年までは、同競技場での試合及びFIFA（国際サッカー連盟）主催サッカー国際試合開催時にも、試合開始と試合終了に合わせて臨時列車が運行されていた。

### 急行列車
1999年（平成11年）3月20日から2004年（平成16年）3月19日まで、AGTとしては日本では希少な急行列車が運転されていた。停車駅は本通・県庁前・大町・上安・長楽寺・大塚・広域公園前であり、全線の所要時間は従来より11分短い25分であった。
2000年（平成12年）3月20日からは、一部列車が大町で緩急接続をするなど、利便性向上策も取られた。緩急接続は急行に先行して大町行普通列車を設定し、大町では一旦折り返し線へ車両を引き上げて急行を待避し、改めてホームへ据え付け大町始発普通列車として急行に続行して運転する形で行われた。だが、急行列車の運転はシステム規格上の最高速度が65 km/hに抑えられていることから、速達性で不十分な面もあった。
平日の夕混雑時に増発され、最盛期の2001年（平成13年）には平日で下り3本・上り1本が運転されていたが、運転取り扱いが煩雑となることや、広島高速4号線経由の都心直通バスなどとの競合による利用者減少もあり、2003年（平成15年）には平日1往復の運転となった後、2004年に廃止された。
2025年3月9日に、6000系引退特別企画として「アストラムライン急行リバイバルトレイン」（乗車は事前申込制）が運行された。

## 車両
車番の百の位は1両目 - 6両目を表す車両番号で、下2桁が編成番号を表す。たとえば7131は31番編成の1両目、7631は31番編成の6両目で、向きが違うだけの同一編成の車両である。1000系は6000系の続番となっており、1編成しか作られなかったため、編成番号は24番であった。7000系は6000系および1000系の編成番号と同番を避け、第1編成が31番となっている。

### 現用車両
- 7000系 （2020年 -、6両編成24本）

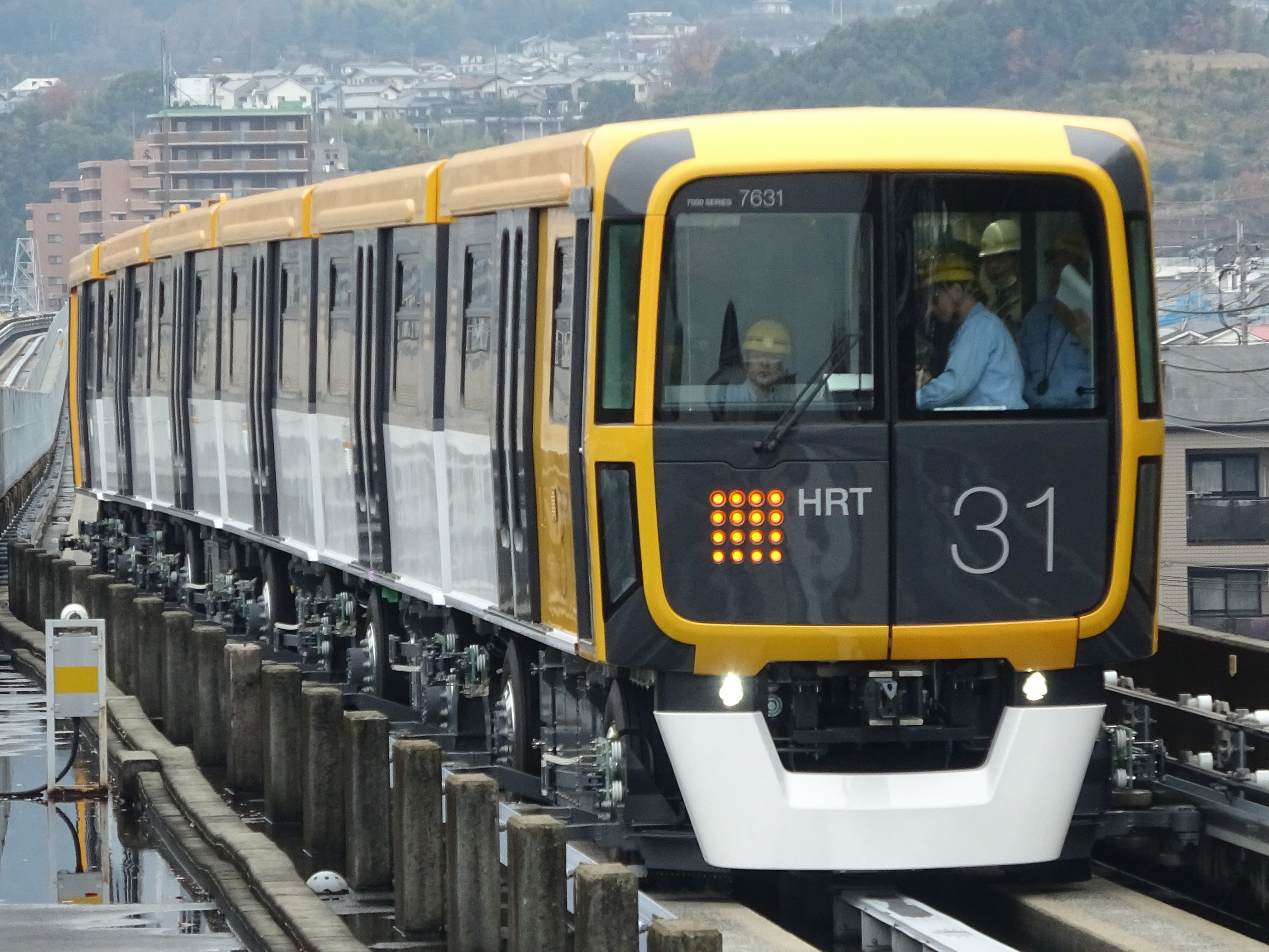
7000系

### 過去の車両
- 1000系 （1999年 - 2020年、6両編成1本）
- 6000系 （1994年 - 2025年、6両編成23本）

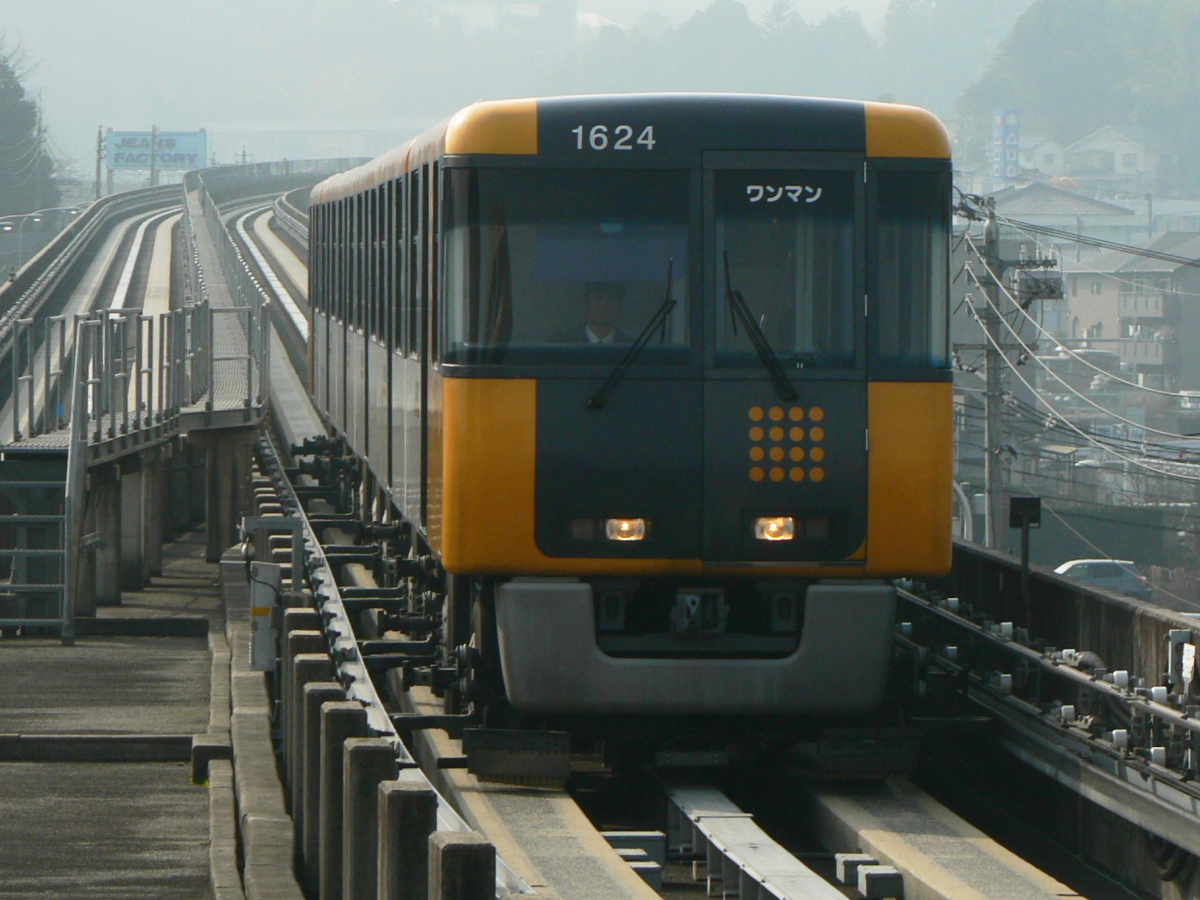
1000系
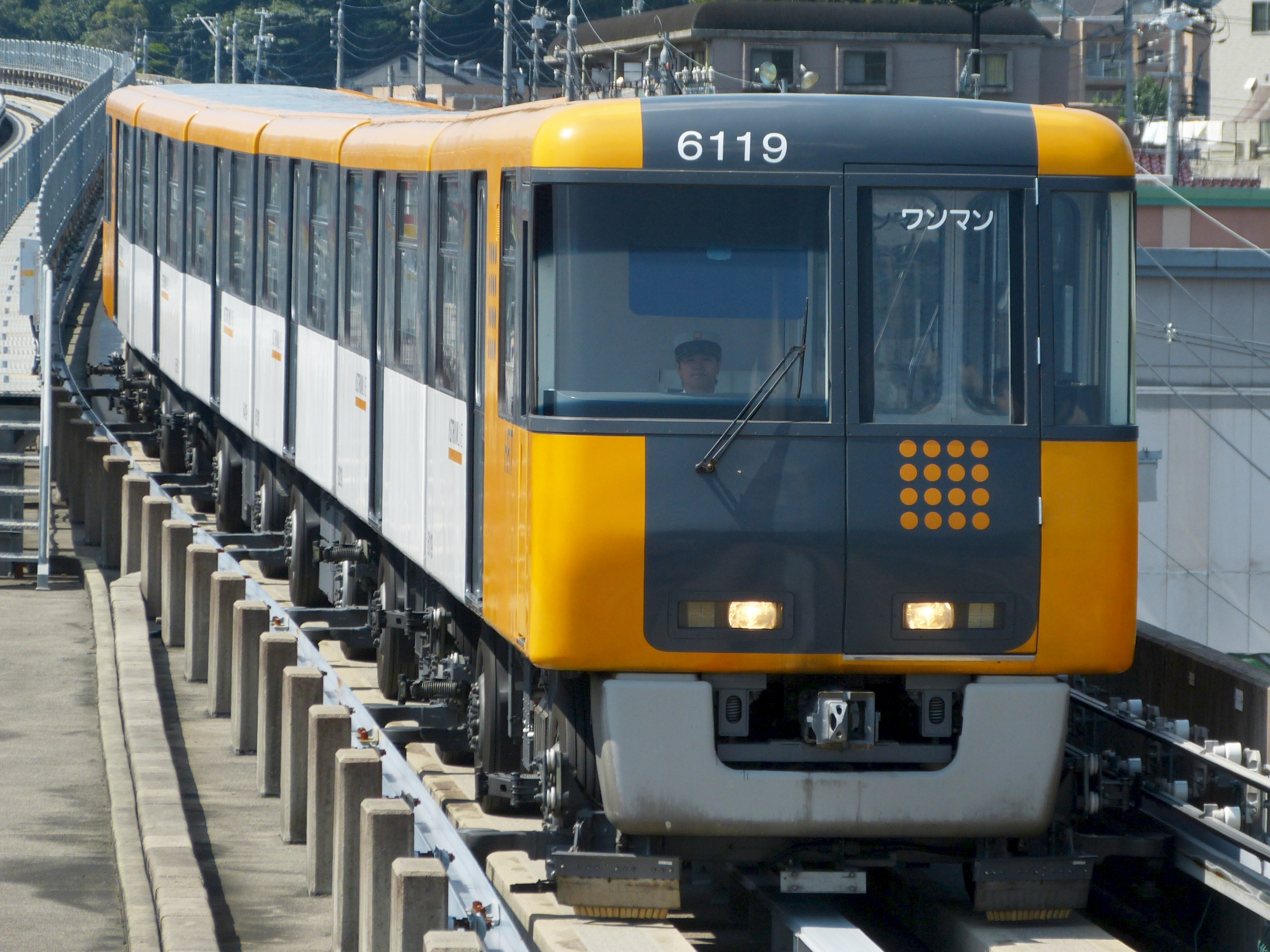
6000系6119

## 歴史
- 1988年（昭和63年）
  - 3月14日 - 県庁前‐長楽寺間の敷設特許と本通 - 県庁前間の敷設免許を申請[1]。
  - 8月22日 - 特許と免許が交付[1]。
- 1989年（平成元年）2月28日 - 起工式・工事着工
- 1990年（平成2年）10月8日 - 長楽寺 - 広域公園間の軌道敷設特許を申請[1]。翌年3月5日特許が交付[1]。
- 1991年（平成3年）
  - 3月14日 - 建設中の上安駅付近で橋桁落下事故。15人死亡・8人負傷（広島新交通システム橋桁落下事故）[1]。
  - 10月 - 長楽寺 - 広域公園間の工事着手。
- 1994年（平成6年）
  - 7月15日 - 開業検査終了。
  - 8月14日 - 地元民向けの試乗会を実施
  - 8月20日 - 本通 - 広域公園前間が開業[1]。
- 1999年（平成11年）3月20日 - ダイヤ改正により、急行列車運転開始[1]。
- 2000年（平成12年）3月20日 - ダイヤ改正により、急行列車とその前後の普通列車との緩急接続を大町駅で開始。
- 2003年（平成15年）3月21日 - ダイヤ改正により、休日ダイヤの急行列車を廃止。
- 2004年（平成16年）3月20日 - ダイヤ改正により、平日ダイヤの急行列車を廃止[1]。5年ぶりに普通列車のみの運転となる。本通行初電時刻繰上げ[21]。
- 2006年（平成18年）4月15日 - ダイヤ改正により、深夜・早朝の長楽寺 - 広域公園前間の区間列車を廃止[22]。
- 2009年（平成21年）
  - 3月14日 - ダイヤ改正により、朝ラッシュ時の運行形態見直し。大町駅でのJR可部線との接続改善[23]。
  - 3月20日 - 社会実験として1年間一部車両で無線LANアクセスポイント (FREESPOT) の利用が可能に[24]。（2012年3月31日まで）
  - 8月8日 - IC乗車券PASPYを導入し、ICOCAも利用可能となる[25]。
- 2014年（平成26年）
  - 3月15日 - ダイヤ改正により、土曜ダイヤを新設[26]。
  - 8月20日 - 開業20周年を迎え、アニバーサリートレイン運行や車両基地見学会などの記念イベントが行われた[27]。
- 2015年（平成27年）
  - 3月14日 - 新白島駅開業[28]。ダイヤ改正により、土曜ダイヤを廃止[29]。
  - 6月8日 - 西風新都線をJR西広島駅に接続させる延伸計画の事業化を発表[30]
- 2018年（平成30年）3月17日 - 交通系ICカード全国相互利用サービスに対応[31]。
- 2020年（令和2年）3月26日 - 7000系車両が営業運転開始[32]。
- 2024年（令和6年）11月30日 - PASPYのサービス終了[33]。
- 2025年（令和7年）
  - 3月9日 - 6000系車両による急行リバイバルトレインを運行[20]。
  - 5月18日 - 開業以来運行されてきた6000系車両がラストランを迎える[34]。

## 駅一覧
- 全線広島県広島市内に所在。城北駅 - 白島駅間の新白島駅は2015年（平成27年）3月14日に開業[28]。それ以外の駅はすべて路線開業時に開業した。

| 駅名                                  | 駅間 キロ | 営業 キロ | 接続路線                                               | 地上／地下 | 所在地   |
| ------------------------------------- | --------- | --------- | ------------------------------------------------------ | ---------- | -------- |
| 本通駅                                | -         | 0.0       | 広島電鉄： 宇品線 ⇒ 本通停留場 (U1)                    | 地下区間   | 中区     |
| 県庁前駅                              | 0.3       | 0.3       | 広島電鉄： 本線・宇品線 ⇒ 紙屋町停留場 (M9)            | 地下区間   | 中区     |
| 城北駅                                | 1.1       | 1.4       |                                                        | 地下区間   | 中区     |
| 新白島駅                              | 0.3       | 1.7       | 西日本旅客鉄道： 山陽本線（JR-R02）・ 可部線（JR-B02） | 地下区間   | 中区     |
| 白島駅 （安田女子中学高校前）         | 0.4       | 2.1       |                                                        | 地上区間   | 中区     |
| 牛田駅 （ひろしんビッグウェーブ前）   | 0.8       | 2.9       |                                                        | 地上区間   | 東区     |
| 不動院前駅 （比治山大学前）           | 1.1       | 4.0       |                                                        | 地上区間   | 東区     |
| 祇園新橋北駅                          | 1.0       | 5.0       |                                                        | 地上区間   | 安佐南区 |
| 西原駅                                | 1.0       | 6.0       |                                                        | 地上区間   | 安佐南区 |
| 中筋駅                                | 1.0       | 7.0       |                                                        | 地上区間   | 安佐南区 |
| 古市駅                                | 0.8       | 7.8       |                                                        | 地上区間   | 安佐南区 |
| 大町駅                                | 0.6       | 8.4       | 西日本旅客鉄道： 可部線（JR-B08）                      | 地上区間   | 安佐南区 |
| 毘沙門台駅                            | 1.2       | 9.6       |                                                        | 地上区間   | 安佐南区 |
| 安東駅 （安田女子大学前）             | 1.0       | 10.6      |                                                        | 地上区間   | 安佐南区 |
| 上安駅 （動物公園口）                 | 0.8       | 11.4      |                                                        | 地上区間   | 安佐南区 |
| 高取駅                                | 0.6       | 12.0      |                                                        | 地上区間   | 安佐南区 |
| 長楽寺駅 （ヌマジ交通ミュージアム前） | 0.7       | 12.7      |                                                        | 地上区間   | 安佐南区 |
| 伴駅 （広陵学園前）                   | 1.2       | 13.9      |                                                        | 地上区間   | 安佐南区 |
| 大原駅                                | 1.0       | 14.9      |                                                        | 地上区間   | 安佐南区 |
| 伴中央駅                              | 1.1       | 16.0      |                                                        | 地上区間   | 安佐南区 |
| 大塚駅 （市立大学口）                 | 1.6       | 17.6      |                                                        | 地上区間   | 安佐南区 |
| 広域公園前駅 （修道大学前）           | 0.8       | 18.4      |                                                        | 地上区間   | 安佐南区 |

1. ↑  可部線の起点は隣の横川駅だが、全列車が新白島駅へ乗り入れる。

全駅が有人駅である。開業当初は全駅が直営駅であったが、経営健全化のために、都心部の地下駅と定期券発売駅を除く全駅で駅業務の委託が実施された。
- 直営駅（6駅）
  - 本通駅・県庁前駅・城北駅・新白島駅・大町駅・広域公園前駅
- 業務委託駅（16駅）
  - 平成12年度委託：祇園新橋北駅、西原駅、毘沙門台駅、安東駅、長楽寺駅、伴駅、大塚駅
  - 平成13年度委託：白島駅、牛田駅、不動院前駅、古市駅、高取駅、伴中央駅
  - 平成15年度委託：大原駅
  - 平成16年度委託：中筋駅、上安駅

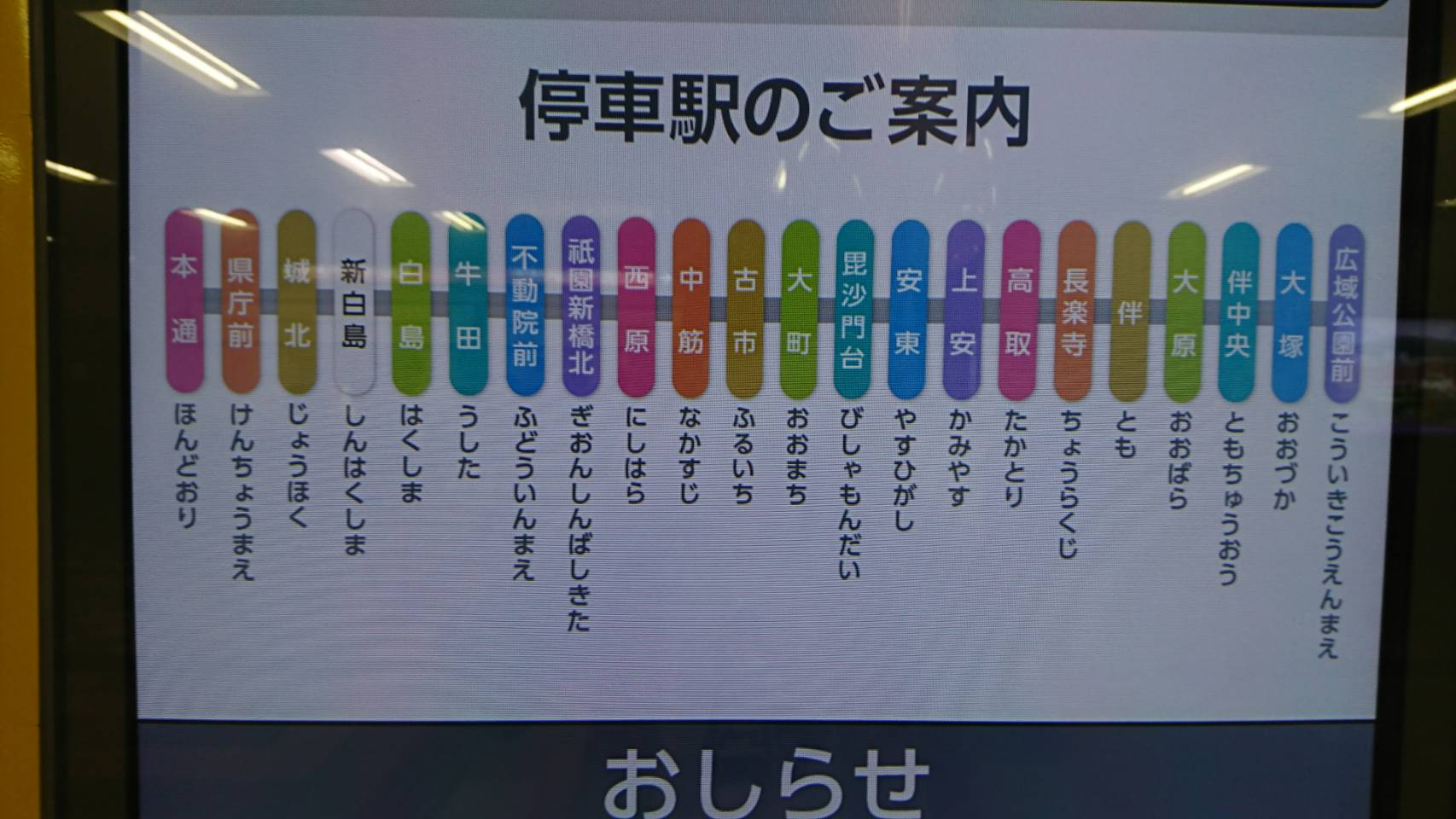
新白島開業後の駅一覧。全線開業後に新設された新白島駅には、既存駅では未使用の 白色が補われて表現されている。本通駅にて撮影。

アストラムライン開業時からある駅には、起点の本通駅から■桃色、■橙色、■黄色、■黄緑色、■緑色、■水色、■紫色、（以降繰り返し）の順番にステーションカラーが定められ、公式サイトの路線図などもステーションカラーで色分けされていたが、新白島駅の開業以降は公式サイトの路線図からステーションカラーが削除された。新白島駅も含め、各駅のステーションカラーの扱いについての公式発表はない。

## 利用状況
以下の情報は、広島市統計書に基づいたデータである。アストラムラインでは「1年毎乗車総数」と「1年毎降車総数」の情報を公開している。1日平均乗車・降車人員データは、年度毎の乗車総数を365（閏年が関係する1995・1999・2003・2007・2011年は366）で割った値を小数点2位を丸めて小数点1位の値にした物である。アストラムラインのデータは1000で丸めて提供されているので、1年毎ではプラスマイナス500の誤差があり、1日当たりでは1.4人程度の誤差が発生する。
広島高速4号線の開通した2001年を境に3000人ほどの減少に転じたが、2005年以降再び増加傾向に入り、2008年には高速4号開通以前のピーク値を上回った。新白島駅開業後はより急激な増加傾向にある。
| 年度               | 1日平均 乗車人員 | 1日平均 降車人員 | 1日平均 乗降車人員 | 1年毎 乗車総数 | 1年毎 降車総数 | 1年毎 乗降車総数 |
| ------------------ | ---------------- | ---------------- | ------------------ | -------------- | -------------- | ---------------- |
| 1995年（平成07年） | 45,418.0         | 45,418.0         | 90,836.1           | 16,623,000     | 16,623,000     | 33,246,000       |
| 1996年（平成08年） | 48,802.7         | 48,802.7         | 97,605.5           | 17,813,000     | 17,813,000     | 35,626,000       |
| 1997年（平成09年） | 50,232.9         | 50,232.9         | 100,465.8          | 18,335,000     | 18,335,000     | 36,670,000       |
| 1998年（平成10年） | 51,605.5         | 51,605.5         | 103,211.0          | 18,836,000     | 18,836,000     | 37,672,000       |
| 1999年（平成11年） | 52,551.9         | 52,551.9         | 105,103.8          | 19,234,000     | 19,234,000     | 38,468,000       |
| 2000年（平成12年） | 52,997.3         | 52,997.3         | 105,994.5          | 19,344,000     | 19,344,000     | 38,688,000       |
| 2001年（平成13年） | 52,917.8         | 52,917.8         | 105,835.6          | 19,315,000     | 19,315,000     | 38,630,000       |
| 2002年（平成14年） | 49,671.2         | 49,671.2         | 99,342.5           | 18,130,000     | 18,130,000     | 36,260,000       |
| 2003年（平成15年） | 48,688.5         | 48,688.5         | 97,377.0           | 17,820,000     | 17,820,000     | 35,640,000       |
| 2004年（平成16年） | 48,449.3         | 48,449.3         | 96,898.6           | 17,684,000     | 17,684,000     | 35,368,000       |
| 2005年（平成17年） | 49,032.9         | 49,032.9         | 98,065.8           | 17,897,000     | 17,897,000     | 35,794,000       |
| 2006年（平成18年） | 49,474.0         | 49,474.0         | 98,947.9           | 18,058,000     | 18,058,000     | 36,116,000       |
| 2007年（平成19年） | 50,546.4         | 50,546.4         | 101,092.9          | 18,500,000     | 18,500,000     | 37,000,000       |
| 2008年（平成20年） | 51,189.0         | 51,189.0         | 102,378.1          | 18,684,000     | 18,684,000     | 37,368,000       |
| 2009年（平成21年） | 50,221.9         | 50,221.9         | 100,443.8          | 18,331,000     | 18,331,000     | 36,662,000       |
| 2010年（平成22年） | 50,706.8         | 50,706.8         | 101,413.7          | 18,508,000     | 18,508,000     | 37,016,000       |
| 2011年（平成23年） | 51,251.4         | 51,251.4         | 102,502.7          | 18,758,000     | 18,758,000     | 37,516,000       |
| 2012年（平成24年） | 52,293.2         | 52,293.2         | 104,586.3          | 19,087,000     | 19,087,000     | 38,174,000       |
| 2013年（平成25年） | 54,008.2         | 54,008.2         | 108,016.4          | 19,713,000     | 19,713,000     | 39,426,000       |
| 2014年（平成26年） | 54,679.5         | 54,679.5         | 109,358.9          | 19,958,000     | 19,958,000     | 39,916,000       |
| 2015年（平成27年） | 60,778           | 60,778           | 121,556            | 22,183,970     | 22,183,970     | 44,367,940       |
| 2016年（平成28年） | 63,312           | 63,312           | 126,624            | 23,108,880     | 23,108,880     | 46,217,760       |

## 経営状況
近年の経営状況は下表の通り。（単位：千円）
|            | 2015年度    | 2016年度    | 2017年度   |
| ---------- | ----------- | ----------- | ---------- |
| 単年度損益 | 550,746     | 395,970     | 360,417    |
| 累積損益   | -10,458,102 | -10,062,132 | -9,701,714 |

## 延伸計画
広島市の長期都市計画として、以前は伴地区からは沼田地区を経て草津もしくは井口地区方面（西部副都心・現在の広島商工センター周辺）へ至るルート（草津沼田道路を導入空間とする）が構想されていたが、西風新都の計画が具体化する中で西部副都心（商工センター）方面への接続と中心市街地（デルタ地区）への接続の利便性・開発促進効果の比較検討や導入空間の確保可能性などが研究されてきた。
1999年（平成11年）11月、広島市はアストラムラインの延伸計画を発表した。広島市の財政状況などを考慮しながら、以下の方針が出された。
- 2027年頃までに広域公園前駅 - 西広島駅間の6.2 kmを「単線」で段階的に整備（“逆さのU字型”路線の完成）。アストラムライン新駅とJR西広島駅・広電西広島（己斐）駅を橋上駅舎で接続する「西広島総合駅」の計画も進められている。
- 広域公園前駅 - 西広島駅間（西風新都線）の完成後に、西広島駅 - 白神社前交差点間2.7 km及び本通駅 - 白神社前交差点間0.5 kmを整備（“Oの字型”の環状線型の路線。南北線と東西線の呼称を止めて都心線に統一。）
- 上記の路線の完成後に、白神社前交差点 - 広島大学跡地間0.9 km及び白神社前交差点-JR広島駅間2.7 kmを整備（後述の通り、この区間の計画は後に廃止）。

2007年（平成19年）2月、広島市は「現状ではアストラムラインの延伸は非常に厳しい。」との見解を示した。また、西風新都線以外の路線は900億円以上もの費用がかかるため、代替案として既存公共交通機関（LRTや路線バス）を活用していく方向で検討中である。西風新都線については、開通までは同様に既存の公共交通機関を活用しつつ、広島市の「交通ビジョン推進プログラム」の更新に併せて事業化の時期を検討するとしていた。
2014年（平成26年）12月、広島市は、元南北線と元東西線の一部である白神社前交差点 - 広島大学跡地間0.9 km及び白神社前交差点 - JR広島駅間2.7 kmの延伸計画の廃止を正式決定した。
2015年（平成27年）6月、広島市は、西風新都線を延伸し、JR西広島駅に接続させることを事業化したと発表した。「ひろしま西風新都」（安佐南区、佐伯区）の開発計画見直しを受けたもの。延伸ルートは佐伯区の五月が丘、石内東開発地（ジ・アウトレット広島付近）を通るとしている。延伸ルートはコスト削減の為、単線であり新設される駅は6駅である。
2024年（令和6年）2月、広島市は、西風新都線の全線開業を2036年度頃に遅らせることを発表した。2027年度頃までに予定されていた石内東駅（仮称）までの部分開業も実施しない方針。新型コロナウイルス感染拡大などの影響で需要予測などが遅れたことが原因としている。また最新の需要予測では、延伸区間は1日あたり1万5000人余りから大幅に減り、9100人を見込んでいる。
参考資料
- “公共交通体系づくりについて”.   広島市. 2021年10月11日閲覧。